# Lapche Kang
Der Lapche Kang (auch Lapche Kang I, Labuche Kang I, Lobuche Kang I oder Choksiam) ist ein vergletscherter Berg im Himalaya im Autonomen Gebiet Tibet.
Der Berg hat eine Höhe von 7367 m. Er befindet sich im Lapche Himal. Der Shishapangma liegt 55 km weiter westlich, der Cho Oyu liegt 38 km südöstlich des Lapche Kang.
Westlich des Lapche Kang befindet sich der 7072 m hohe Lapche Kang II, während im Osten der 7250 m hohe noch unbestiegene Lapche Kang III liegt.
Die Erstbesteigung des Lapche Kang gelang am 26. Oktober 1987 einer chinesisch-japanischen Expedition (die Japaner Hidekatsu Furukawa, Keiichi Sudo, Osamu Tanabe und Ataru Deuchi sowie die Tibeter Wanjia, Diaqiog, Gyala und Lhaji). Die Aufstiegsroute führte von Nordosten aus den Westgrat hinauf zum Gipfel.
Bei dem Versuch der beiden US-amerikanischen Bergsteiger Joe Puryear und David Gottlieb, den Lapche Kang zu besteigen, verunglückte Puryear am 27. Oktober 2010 tödlich.